# Mittagskogel
Mittagskogel (słoweń. Kepa) – szczyt w paśmie Karawanki w Alpach, na granicy między Słowenią a Austrią.
Mittagskogel to trzeci pod względem wysokości szczyt w paśmie Karavanki po Hochstuhl i Vrtačy. Jego strome północne ściany, przypominające lekko piramidę z zaokrąglonym wierzchołkiem to symbol Karyntii.